# Bayón
El templo de Bayón es un complejo de culto en el centro de la antigua ciudad de Angkor Thom, que se encuentra en la región de Angkor, Camboya. El complejo de Angkor, incluido Angkor Thom, fue declarado Patrimonio de la Humanidad por la Unesco en 1992.
Construido a finales del siglo XII, se terminó durante el reinado de Jayavarman VII. Fue creado en estilo budista. Es sobre todo conocido por sus 54 torres y cerca de 200 enigmáticas caras sonrientes.

## Galería de imágenes

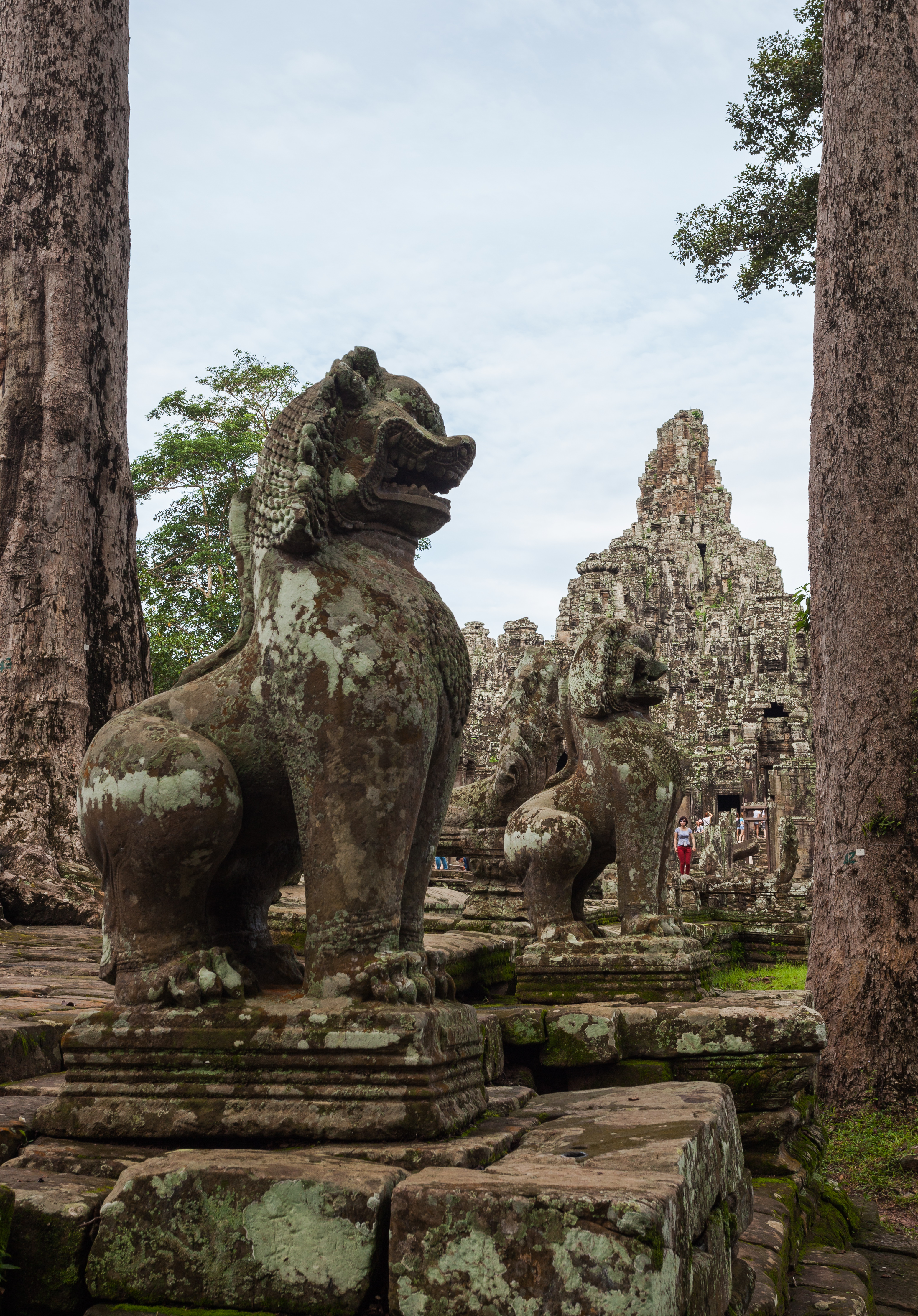
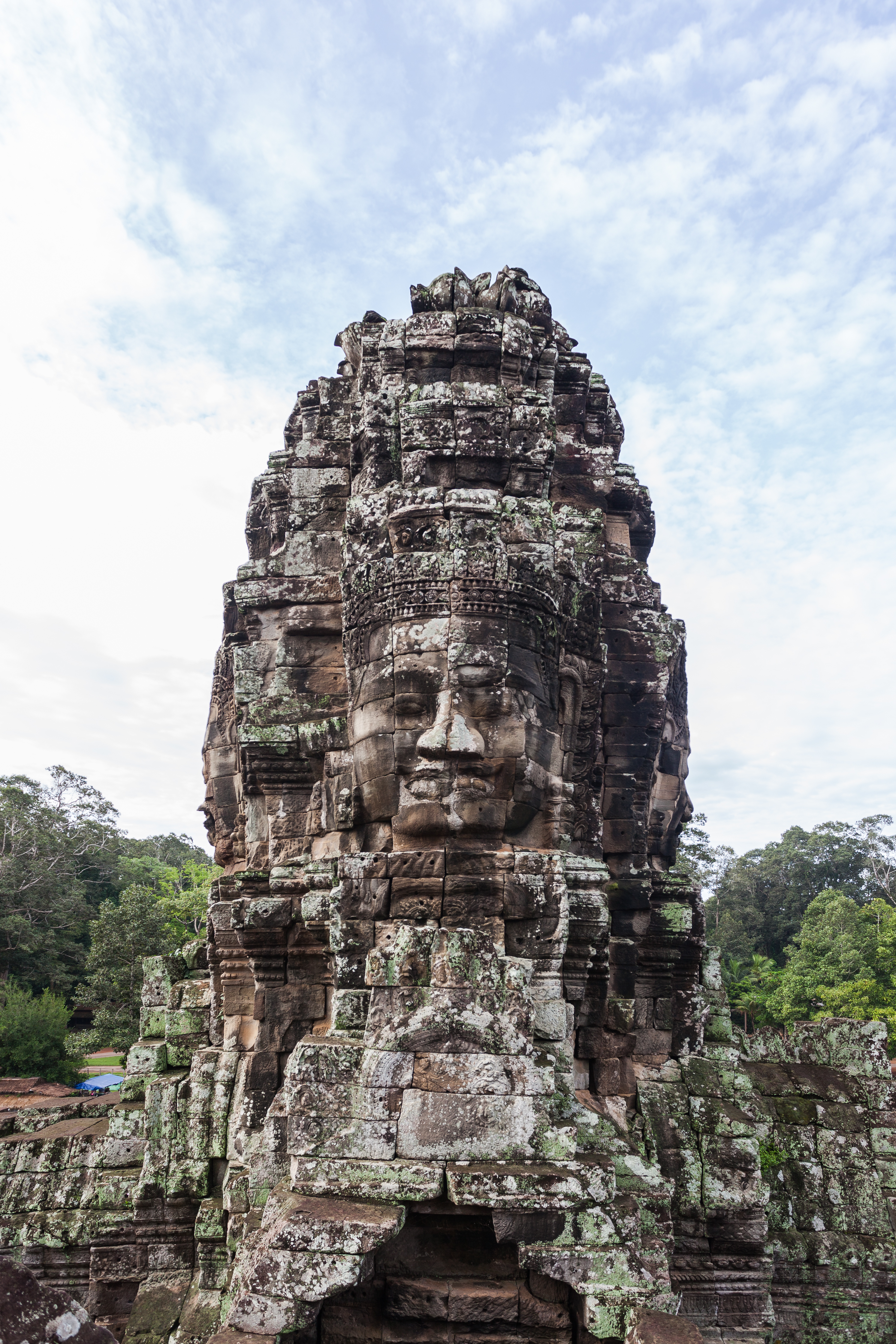
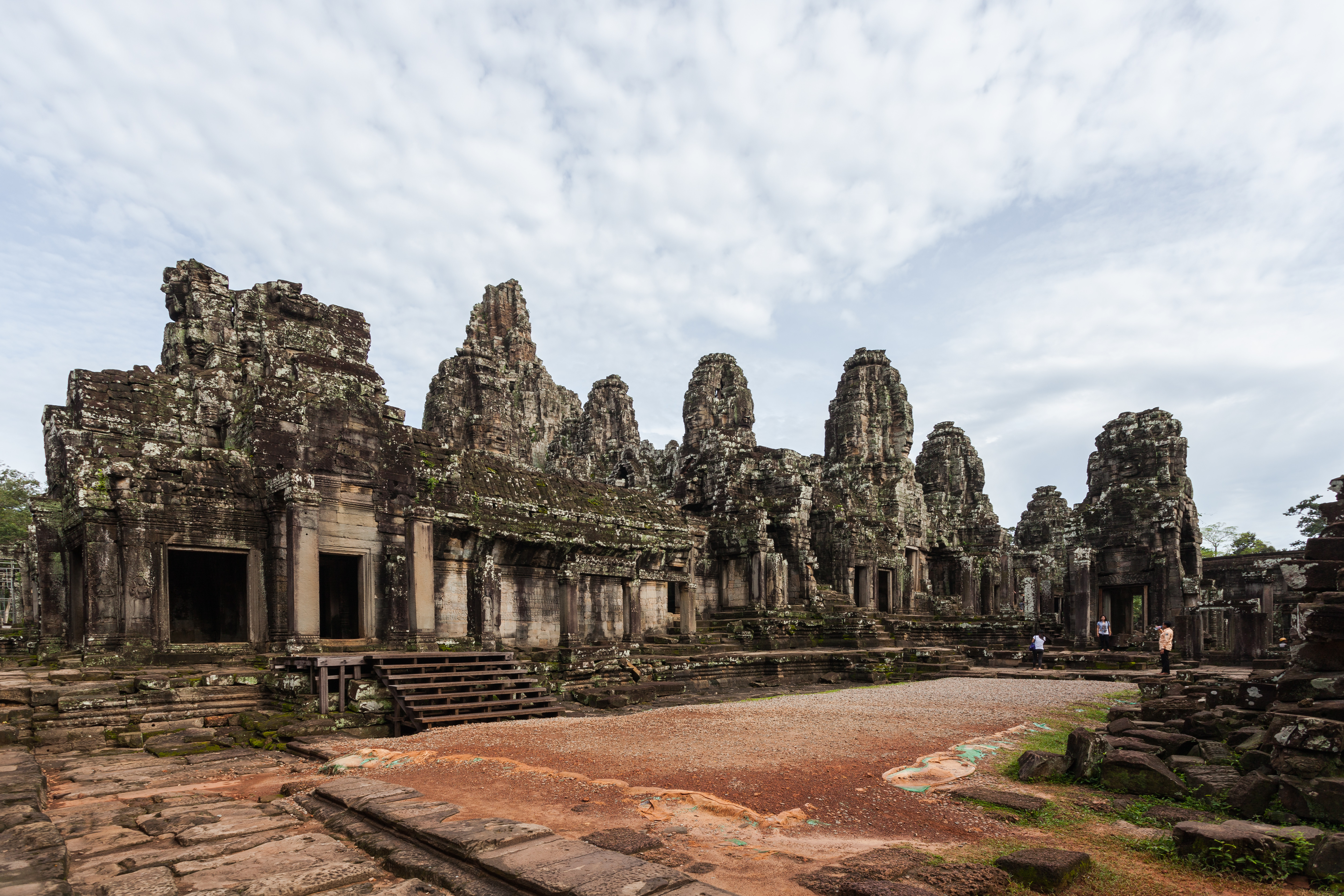
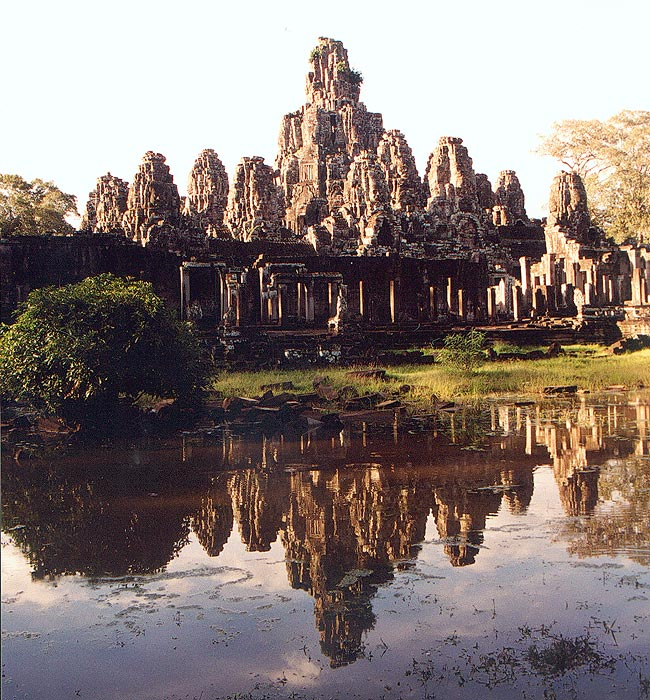
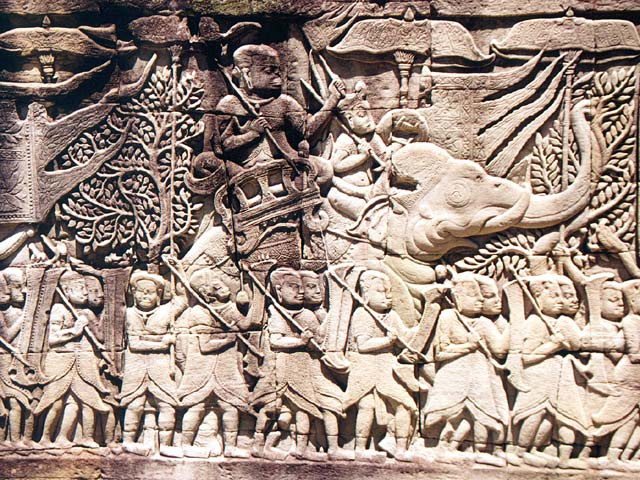
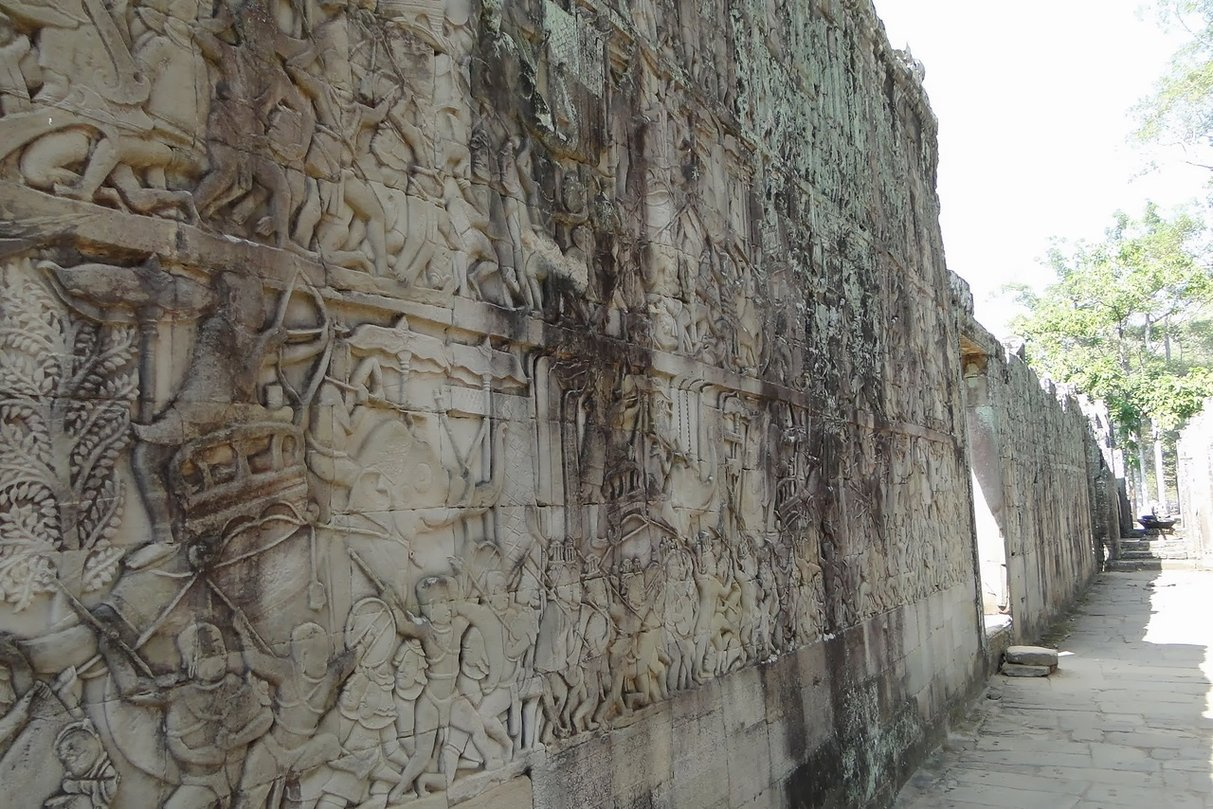
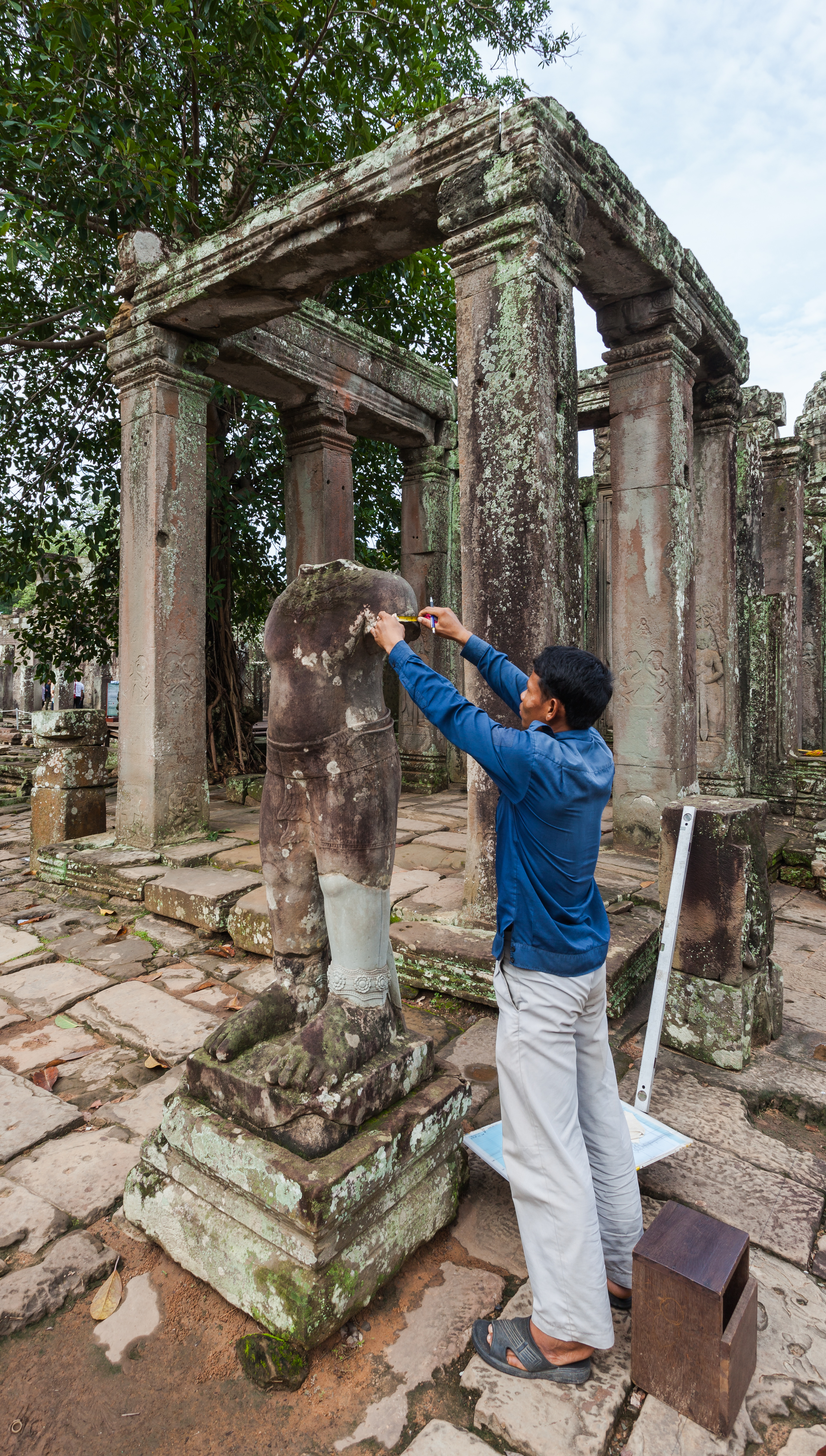
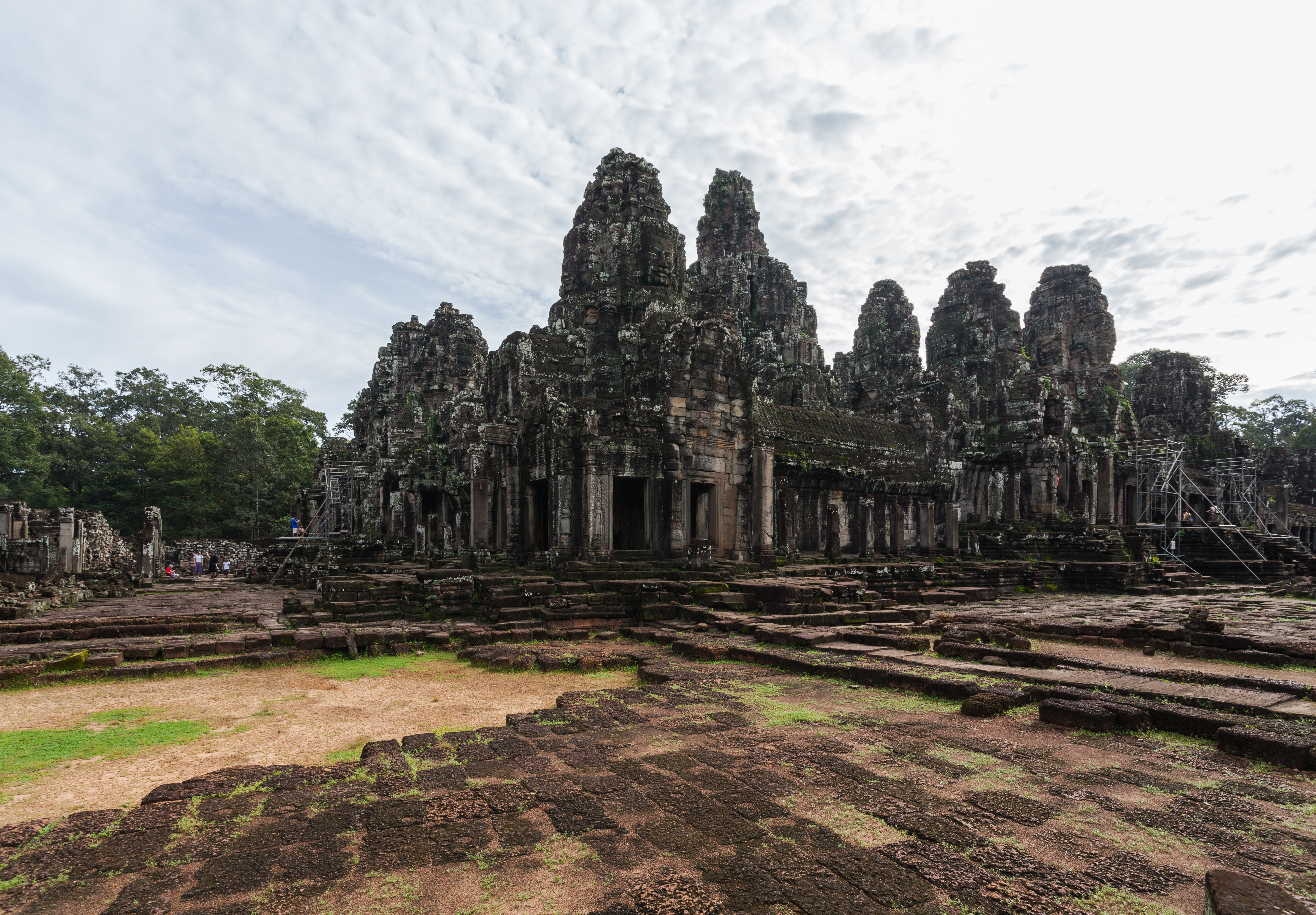
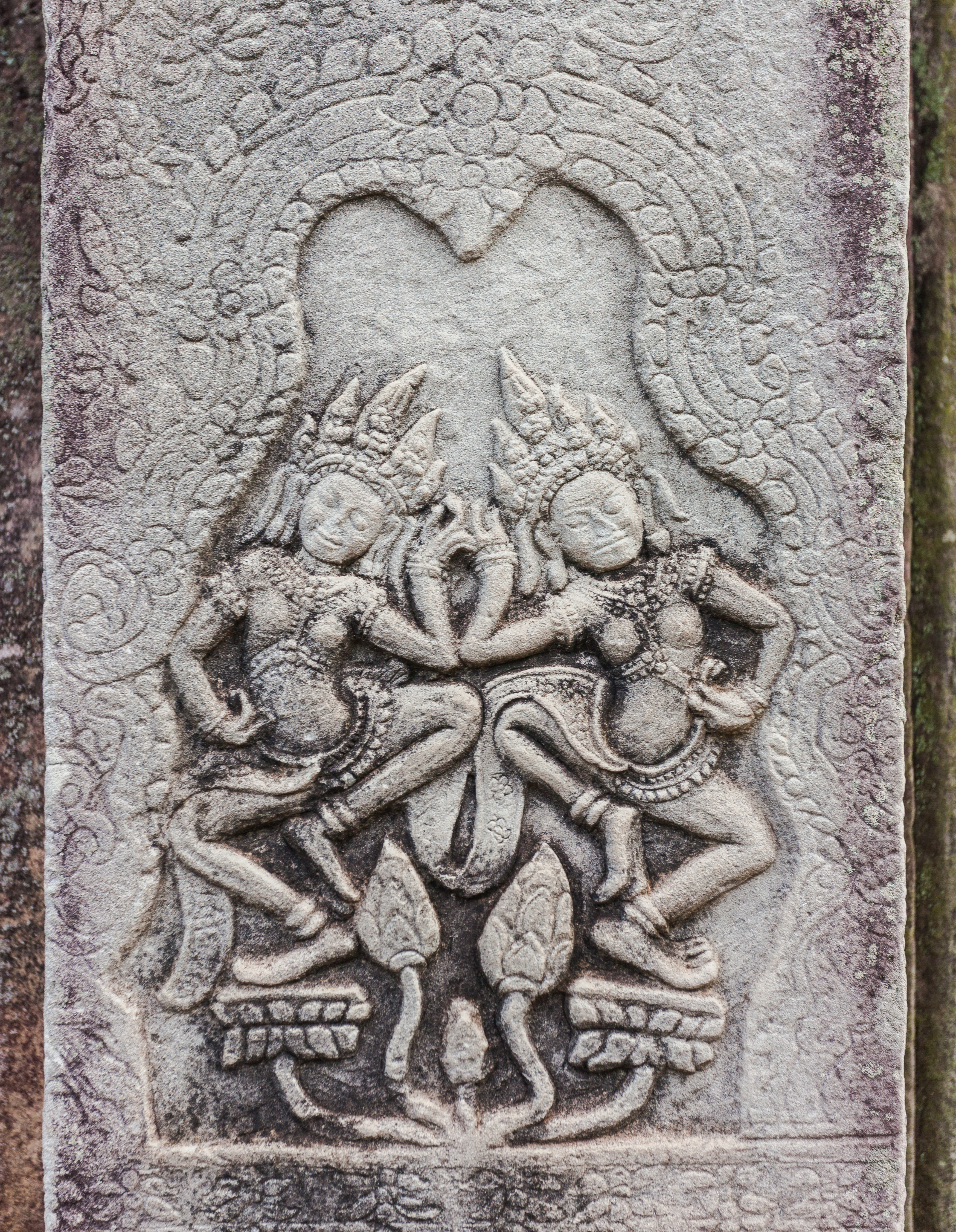
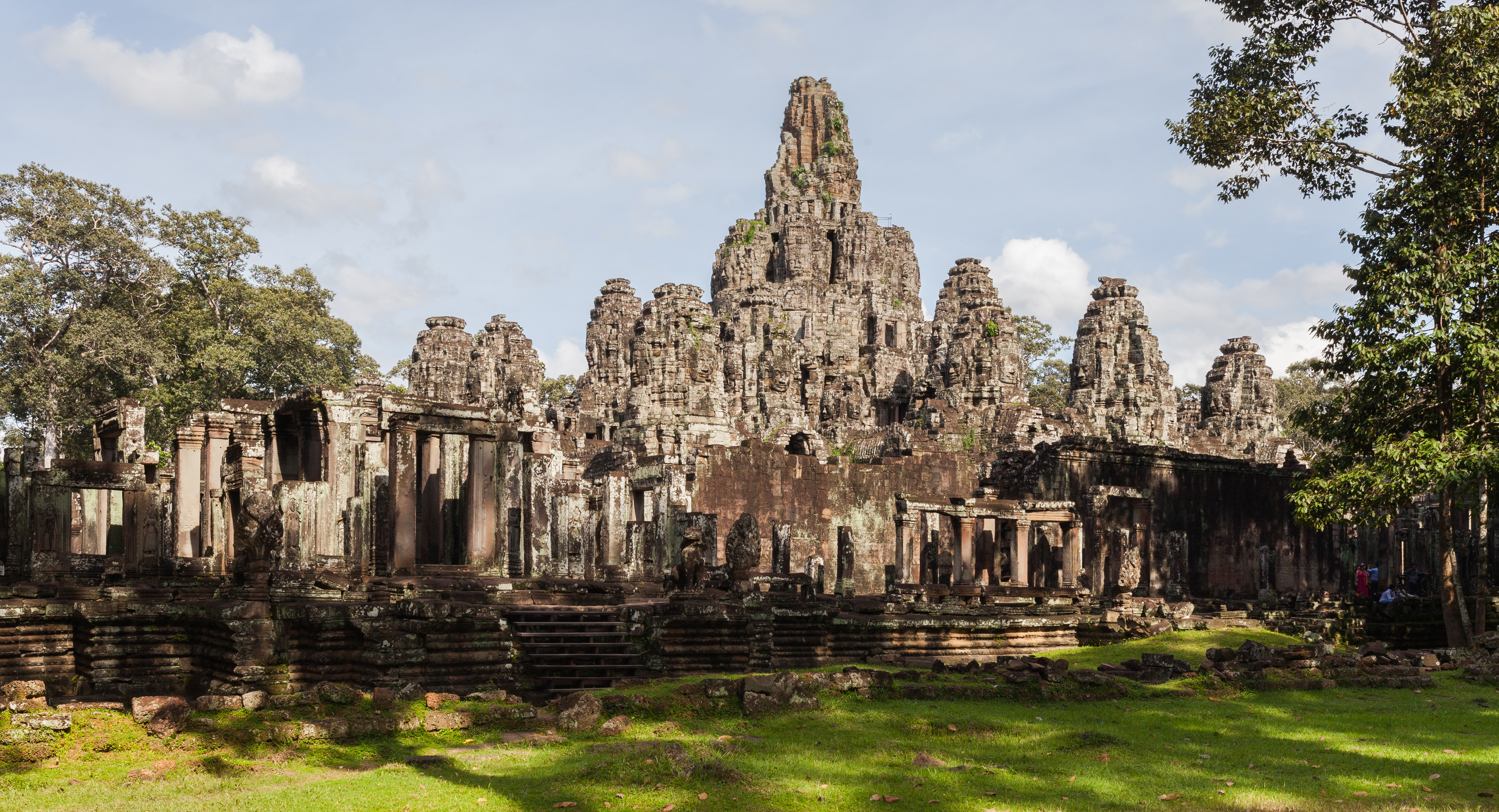
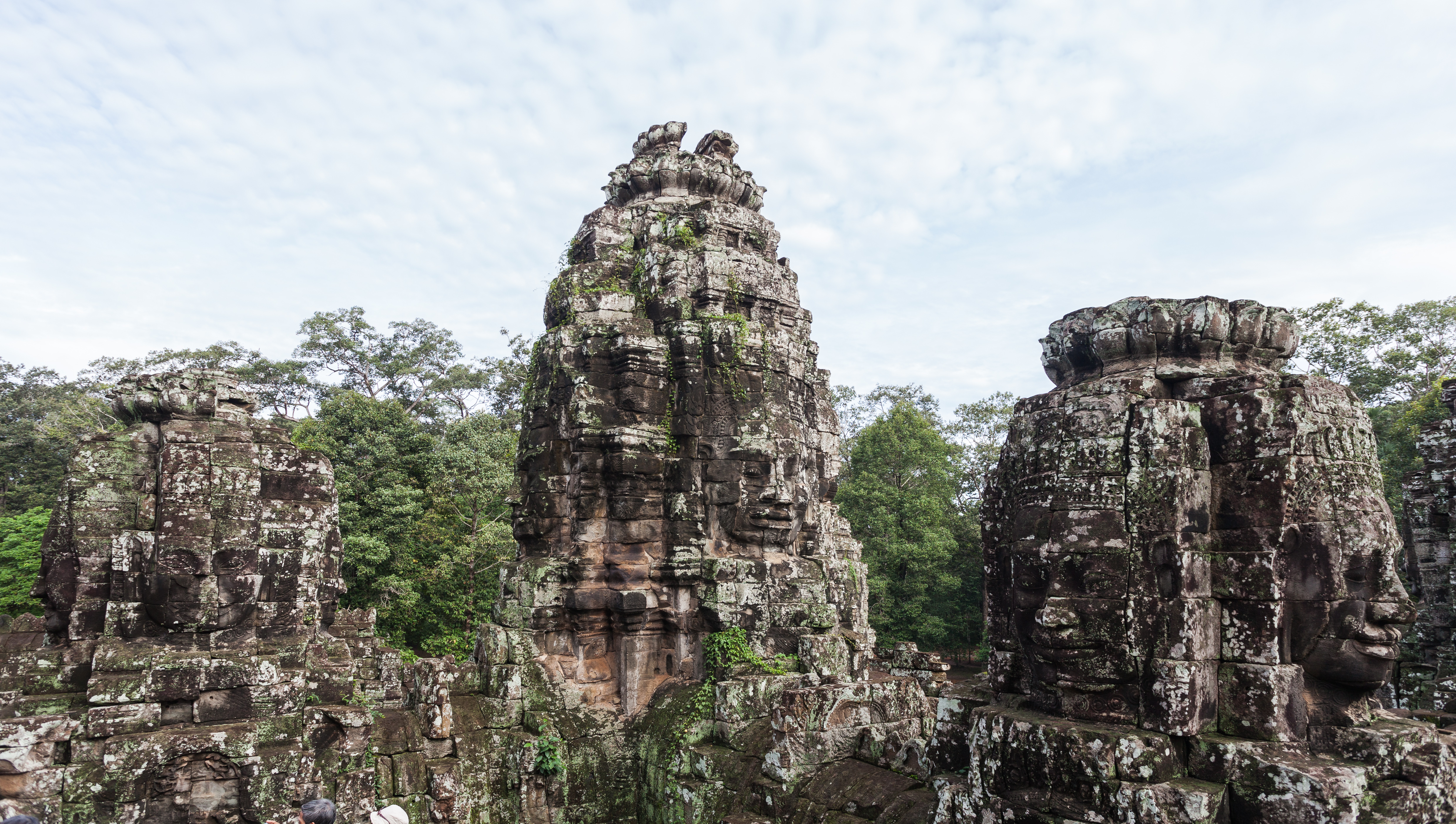
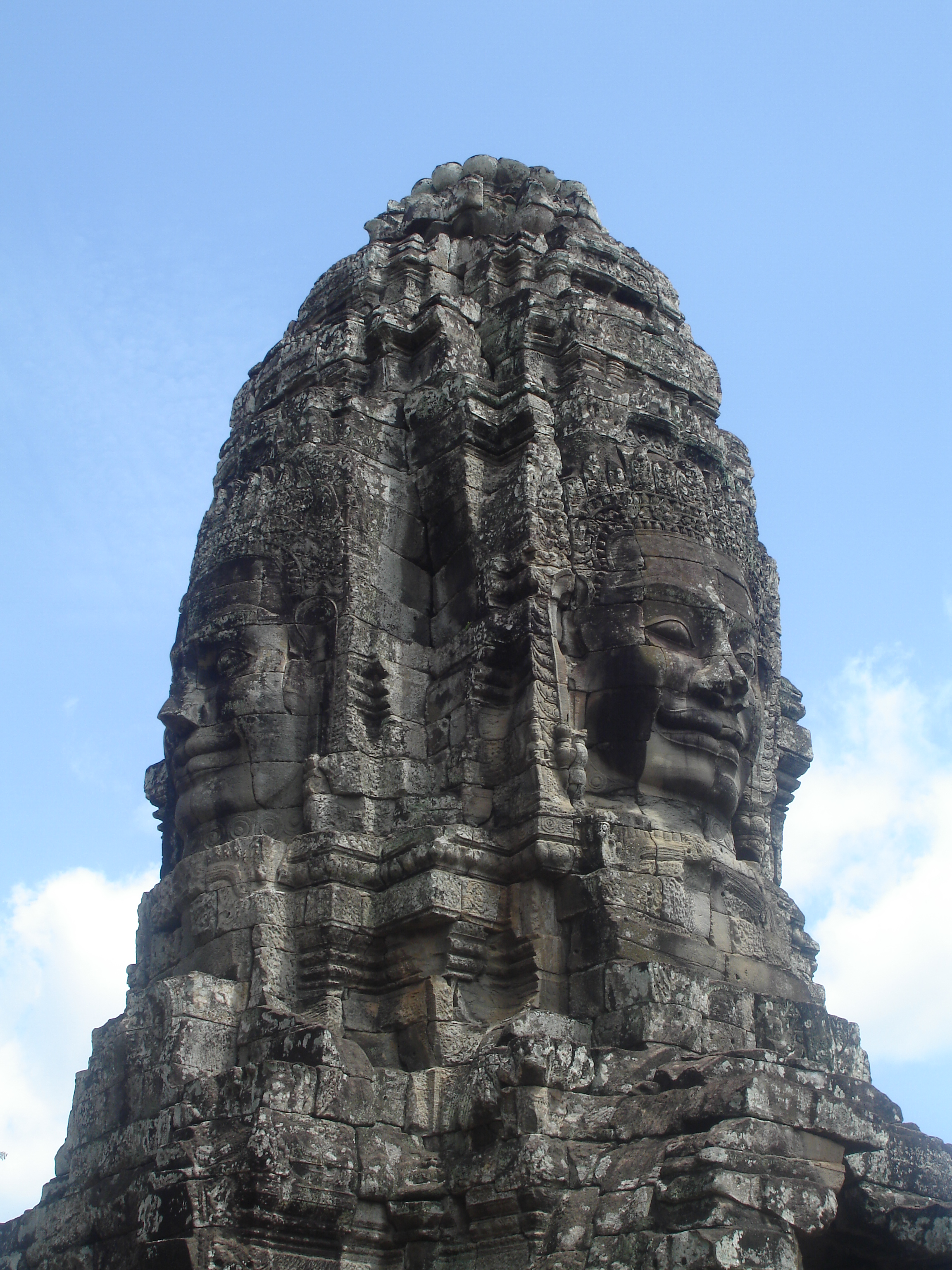

## Planta
Planta de Bayon, con la estructura principal. La dimensión son solo aproximadas a causa de su forma irregular